# Krzyże (Białowieża)
Krzyże – zniesiony przysiółek wsi Białowieża w Polsce, położona w województwie podlaskim, w powiecie hajnowskim, w gminie Białowieża, na obszarze Puszczy Białowieskiej.
Rozpościera się wzdłuż ulicy o nazwie Krzyże, na południowy zachód od centrum Białowieży.
Dawniej przysiółek Białowieży. W 1933 roku weszła w skład gromady Zastawa w gminie Białowieża. W Krzyżach znajdował się za II RP budynek gminy Białowieża (obecny adres ul. Krzyże 6).
W latach 1975–1998 Krzyże administracyjnie należały do województwa białostockiego.
21 grudnia 1998 Krzyże włączono do Białowieży; równocześnie zniesiono nazwę Krzyże.